# الحريق (الرياض)
الحريق هي مدينة سعودية والمركز الإداري لمحافظة الحريق التابعة لمنطقة الرياض.

## التاريخ والتأسيس
والذي أظهرها وغرسها حسب قول ابن بشر هوَ: رشيد بن مسعود الهزاني عام 1040 هـ ومنهم الأمير الشاعر محسن بن عثمان الهزاني وحكمها احفاده حتى وحد البلاد عبد العزيز آل سعود، ويقال أن سبب التسمية هو أن من أراد أن يسكن فيها يقوم بإشعال النار في الأشجار والنخيل نظرًا لأنها تقع في وادي قرب منابع العيون والتي تكثر حولها الأشجار والواحات، وورد أيضاً في تاريخ ابن عيسى لمؤلفه الشيخ إبراهيم بن صالح بن عيسى مؤرخ نجد " ان الذي غرس الحريق هو رشيد بن مسعود بن سعد بن سعيدان بن فاضل الهزاني.
ويذكر المؤرخ حمد الجاسر (وقد توالت إمارة نعام على أيدي شيوخ قبائل وكان آخرهم أسرة القواوده المعروفين حالياً بالذواوده وهم من بني عامر من قبيلة سبيع، وكان ذلك عام (1040هـ) وفي هذا التاريخ انتقلت الإمارة منهم إلى رشيد بن مسعود، وبقيت في ابنه راشد بن رشيد بن مسعود جد آل هلال وذريته من بعده إلى يومنا هذا وانتقلو الذواوده إلى بادية الحريق ونعام)

### مسميات الحريق سابقاً
المجازة - العُلَية - العلاة - الفرع - وادي بني قشيرن ويطلق الأهالي حاليا على مدينة - الوسيطا - الفرع وتعرف الآن باسم: الحريق.

## المناخ
يعتبر مناخ الحريق جُزءاً من المناخ السائد في الهضبة الداخلية للمملكة العربية السعودية بصفة عامة، وهو مناخٌ متقلب ترتفع فيه الحرارة في فصل الصيف بسبب الموقع الجغرافي وتشتد اشعة الشمس وجفاف الجو وحمو السماء في أكثر أيام السنة وتتفاوت كمية الأمطار من سنة إلى أخرى وهي قليلة جداً في السنوات الأخيرة، وشديد البرودة شتاء وأمطاره غالباً ما تكون في فصل الشتاء.
وتشتهر المدينة بإنتاج التمور والحمضيات وعذوبة مائها، كما وتشتهر أيضاً بسد الماء الذي يعتبر أكبر سد مائي في نجد /المنطقة الوسطى حيث تقدر سعته بأكثر من 7,000,000 متر مكعب من المياه.

## العادات والتقاليد
سادت الكثير من العادات والتقاليد في الحريق قديمًا وحديثًا، ومنها:
- فك العاني: ويقصد بهذه العادة تقديم المساعدة لمن يطالب بدفع دية أو تسديد دين، بالإضافة إلى تقديم المساعدة المادية أو العينية (مثل تقديم المواد الغذائية أو بعض الأواني المنزلية) إلى من يرغب في الزواج.
- التعاون مع من يبني بيت سكني: في القديم كانت المعاونة عن طريق مشاركة صاحب البيت في أعمال البناء، وفي الوقت الحديث من خلال تقديم المساعدة المالية، وبعدما يسكن صاحب البيت يقيم وليمة تسمة (النزالة)، يدعو لها الأهل والأصدقاء والجيران يقدمون خلالها بعض المواد الغذائية وهي ما تسمى أيضًا (بالنزالة).
- الولائم: تعددت وتنوعت الولائم المقامة في الحريق ومناسباتها ومنها:

1. وليمة العرس.
2. وليمة العقيقة التي تسمى (التميمة).
3. وليمة للقادم من السفر وخاصة القادم من الحج.
4. وليمة تصنع وترسل لأهل الميت في أيام العزاء.
5. وليمة الغداء، وهي عبارة عن إرسال كمية من التمر الرطب بعد حصاده إلى الناس وخاصة الفقراء والمحتاجين وبيوت الأرامل والأيتام.[6]

## وصلات خارجية
- الموقع الرسمي لمحافظة الحريق